# 리처드 조던

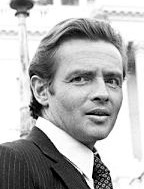

리처드 조던(Richard Jordan, 1937년 7월 19일 ~ 1993년 8월 30일)는 미국의 무대 연출가, 배우, 영화 제작자이다.
뉴욕에서 태어났으며 로스앤젤레스에서 사망하였다.

## 영화
- 게티스버그 (1993년)
- 파시 (1993년)
- 유혹의 결투 (1991, Delusion)
- 정열의 샤우트 (1991년)
- 시한폭탄 (1991년)
- 붉은 10월 (1990년)
- 형사 타격대 (1989년)
- 로메로 (1989년)
- 나의 성공의 비밀 (1987년)
- 태양의 전사들 (1986년)
- 남성 클럽 (1986년)
- 살인 수첩 (1985년)
- 사구 (1984년)
- 더 벙커 (1981년)
- 타이타닉 인양 (1980년)
- 나이팅게일 생 인 버클리 스퀘어 (1979년)
- 인테리어 (1978년) - 프레더릭 역
- 로건의 탈출 (1976년)
- 집행자 루스터 (1975년)
- 암흑가의 결투 (1975년)
- 에디 코일의 친구들 (1973년)
- 바르데즈 (1971년)
- 로맨 (1971년)